# 4-(Citidin 5'-difosfo)-2-C-metil-D-eritritol kinaza
4-(Citidin 5'-difosfo)-2-C-metil--eritritol kinaza (EC 2.7.1.148, CDP-ME kinaza) je enzim sa sistematskim imenom ATP:4-(citidin 5'-difosfo)-2-C-metil--eritritol 2-fosfotransferaza. Ovaj enzim katalizuje sledeću hemijsku reakciju
ATP + 4-(citidin 5'-difosfo)-2-C-metil--eritritol {\displaystyle \rightleftharpoons } ADP + 2-fosfo-4-(citidin 5'-difosfo)-2-C-metil--eritritol
Za rad enzima iz Escherichia coli je neophodan jon Mg2+ ili Mn2+.

## Literatura
- Nicholas C. Price; Lewis Stevens (1999). Fundamentals of Enzymology: The Cell and Molecular Biology of Catalytic Proteins (Third изд.). USA: Oxford University Press. ISBN 019850229X.
- Eric J. Toone (2006). Advances in Enzymology and Related Areas of Molecular Biology, Protein Evolution (Volume 75 изд.). Wiley-Interscience. ISBN 0471205036.
- Branden C; Tooze J. Introduction to Protein Structure. New York, NY: Garland Publishing. ISBN 0-8153-2305-0.
- Irwin H. Segel. Enzyme Kinetics: Behavior and Analysis of Rapid Equilibrium and Steady-State Enzyme Systems (Book 44 изд.). Wiley Classics Library. ISBN 0471303097.

## Spoljašnje veze
- 4-(cytidine+5'-diphospho)-2-C-methyl-D-erythritol+kinase на 